# Дирар ибн Амр
Абу Амр Дирар ибн Амр аль-Гатафани аль-Куфи (араб. ضرار بن عمرو‎; 728 — 815) — исламский богослов, один из ранних мутазилитов.
Дирар ибн Амр жил в период до оформления басрийской и багдадской школ мутазилизма. После 786 г. он фигурировал в Багдаде в кругу Бармакидов; участвовал в знаменитых диспутах которые устраивал Яхья ибн Халид аль-Бармаки.

## Взгляды
Он является инициатором нескольких теорий калама, в частности, теорию «двух действователей» и «присвоения» (касб) человеком поступков, творимых Богом. Он разошёлся с мутазилитами, считая, что способность (истита‘) человека к действию имеет место до его и во время его совершения. Считал, что Коран произносится человеком, но создан из ничего Богом.
Отрицал возможность видения Бога обычными органами чувств. Объясняя положение вероучения относительно видения Аллаха в Судный день (киямат), он предположил, что для этого будет сотворено шестое чувство.
Дирар не признавал список Коран Абдуллаха ибн Масуда и список Корана Убайя ибн Каба, утверждая, что Аллах не ниспослал его. В вопросе имамата он считал, что если сойдутся курайшит и некурайшит (например, набатеец), то предпочтительней выбрать некурайшита, так как у него меньше сородичей и слабее связи, а в случае нарушения закона мусульмане смогут свергнуть его.
Большая часть сочинений Дирара носила полемический характер. В своих сочинениях он опровергал различные категории «еретиков»: манихеев, натурфилософов, антропоморфистов, хариджитов, хашвитов, рафидитов, джахмитов, христиан и т. д.